# Кру (Виргиния)
Кру (англ. Crewe) — город в округе Ноттовей  в штате Виргиния США. По данным переписи 2020 года, численность населения составляла 2262 человека.

## Население
| 2010 | 2020  |
| ---- | ----- |
| 2326 | ↘2262 |